# Клейн, Лоуренс
Лоуренс Роберт Клейн (англ. Lawrence Robert Klein; 14 сентября 1920, Омаха, штат Небраска — 20 октября 2013, Глэдвайн, штат Пенсильвания) — американский экономист, лауреат премии по экономике памяти Альфреда Нобеля (1980) «за создание эконометрических моделей и их применение к анализу колебаний экономики и экономической политики».
На протяжении 33 лет состоял профессором Пенсильванского университета. Член Национальной академии наук США (1973) и Американского философского общества (1970), иностранный член Российской академии наук (2003).

## Биография
Родился средним из трёх детей в еврейской семье. Его родители, Лео Байрон Клейн (1893—?) и Бланш Монхайт Клейн (1899—?), работали клерками в овощной лавке.
Окончил Калифорнийский университет в Беркли (бакалавр, 1942). В 1944 году получил степень доктора философии в Массачусетском технологическом институте. Состоял профессором Пенсильванского и Оксфордского университетов; работал в Национальном бюро экономических исследований (1948—1950), Оксфордском институте статистики (1954—1958), Брукингском институте (1963—1972). Был почётным приглашённым профессором в Институте экономических исследований Фалька (Falk Institute for Research in Economics) в Еврейском университете в Иерусалиме. Член Американской академии искусств и наук, почётный фелло оксфордского Линкольн-колледжа, почётный член Румынской академии (1999).
Президент Эконометрического общества (1960). Президент Американской экономической ассоциации (1977). Президент Международного атлантического экономическое общества (1989—1990).
Награждён медалями Дж. Б. Кларка (1959) и В. Леонтьева «За достижения в экономике» (2006). Являлся иностранным членом Секции экономики отделения общественных наук Российской академии наук.
В 1946—1947 состоял в Коммунистической партии США.
Жена (второй брак, 1947) — Соня Адельсон, четверо детей — Ханна (генетик), Ребекка (учительница), Рэйчел (редактор) и Джонатан (программист).

## Сочинения
- «Кейнсианская революция» (The Keynesian Revolution, 1947)
- «Эконометрическая модель Соединённых Штатов» (An Econometric Model of the United States, 1929-52, вместе с А. Голдбергером[англ.], 1955)
- «Экономическая теория и эконометрия» (Economic Theory and Econometrics, 1985)
- Что мы, экономисты, знаем о переходе к рыночной системе? Архивная копия от 18 мая 2019 на Wayback Machine // Реформы глазами российских и американских ученых. — М.: 1996.